# Marques du cheval

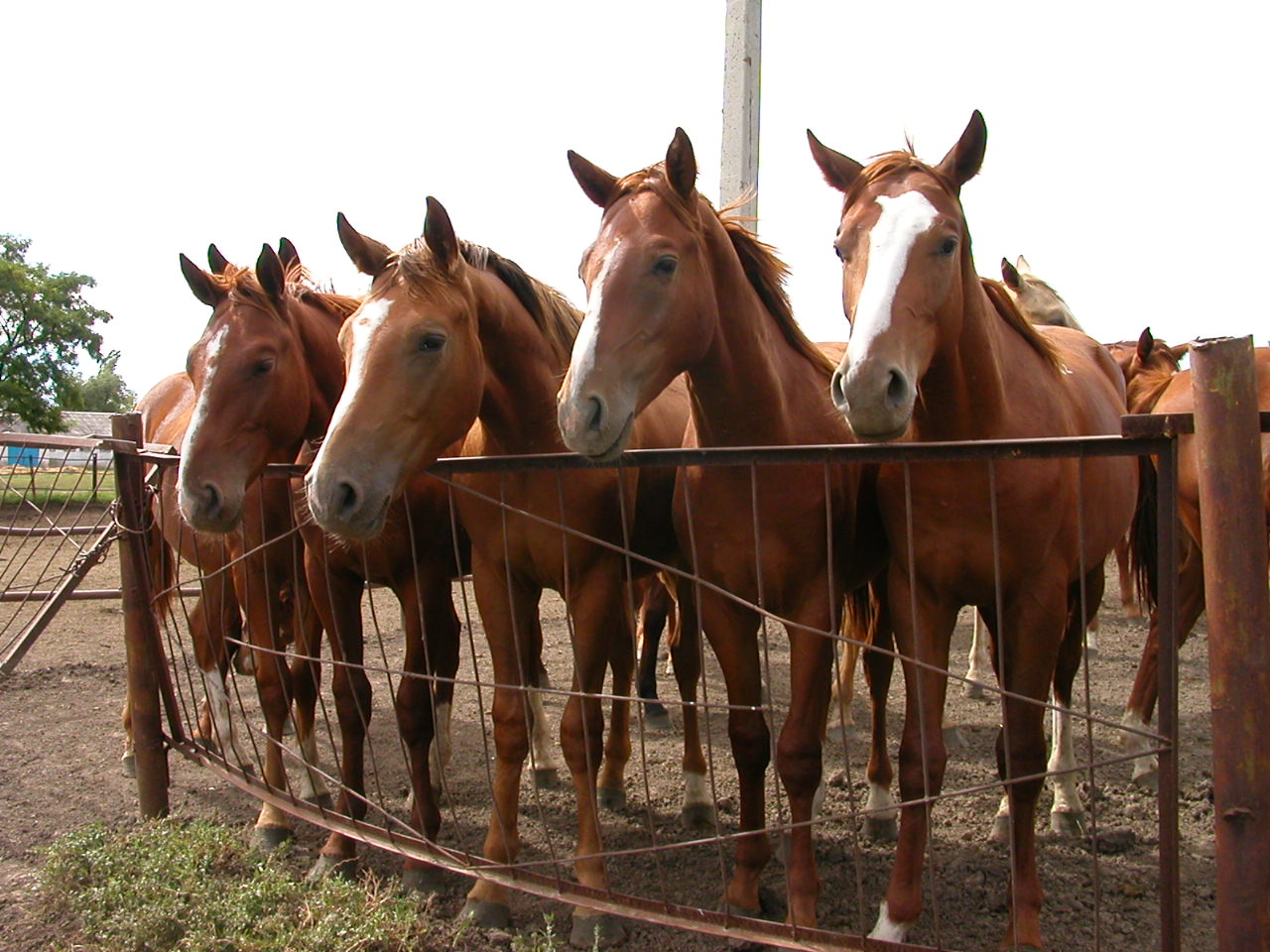
Ces jeunes chevaux, tous de la même couleur de robe, présentent des marques blanches uniques et différentes, qui peuvent être utilisées pour les identifier individuellement.

Les marques du cheval sont des zones, fréquemment blanches, bien distinctives sur un cheval à la couleur de robe plus foncée. Bon nombre des chevaux actuels portent des marques, héritage de leur domestication lorsqu'elles sont blanches. Elles aident à les identifier, les marques pouvant avoir des formes très variées. Présentes à la naissance, elles ne changent pas au cours de la vie du cheval. Sous la plupart d’entre elles, composées de poils blancs, la peau est rose. Les marques peuvent sembler changer légèrement quand un cheval se développe ou se débarrasse de son pelage d'hiver, mais la différence est simplement fonction de la longueur du poil.
Sur un cheval gris, les marques bien visibles à la naissance peuvent se faire progressivement invisibles, puisque le cheval devient blanc avec l'âge. L'emplacement des marques peut toutefois encore être déterminé par la couleur de sa peau.

## Histoire évolutive
Les marques blanches du cheval sont une conséquence de sa domestication. En effet, elles ne se trouvent pour ainsi dire jamais chez les chevaux primitifs du type Fjord, Sorraia ou Konik, et les chevaux préhistoriques (type cheval de Przewalski). Elles se sont multipliées sur la tête et les membres des animaux domestiqués au fil des générations, un phénomène commun à toutes les espèces animales domestiquées[réf. nécessaire].

## Différents types de marques naturelles

### Marques en tête

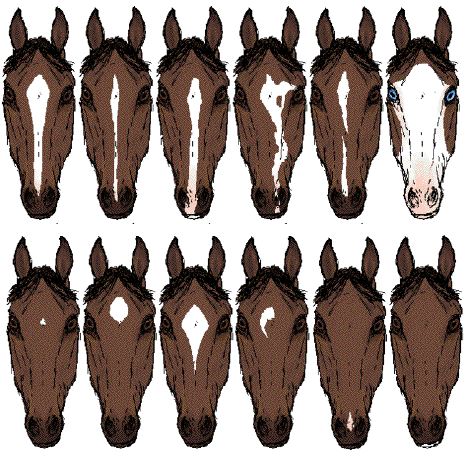
Différentes possibilités de marques en tête :
Fortement en tête prolongé par liste
Faiblement en tête prolongé par fine liste
En tête prolongé par liste, boit dans son blanc et ladre
En tête irrégulier et mélangé prolongé par liste irrégulière déviée à gauche et boit dans son blanc
Liste interrompue
Belle-face
Petite pelote en tête
Pelote en tête
En tête en losange prolongée par fine liste
En tête irrégulier à droite
Grisonné
Boit dans son blanc

Les marques en tête consistent en des marques différentes de la robe du cheval, elles sont le plus souvent blanches, situées sur la tête ou les membres. Elles sont permanentes et en principe n'évoluent pas. Leur description est basée sur la morphologie du cheval et des points de repères tels que ses yeux, son front et ses épis de poils.

#### Marques blanches sur le front: en-têtes
L'en-tête est placé sur le front, et en principe ne descend pas sous le niveau des yeux. Il peut présenter des formes très variées, généralement géométriques, telles que celles d'un ovale, d'un losange, d'une étoile ou d'un croissant. Son extension est également très variable, allant de quelques poils blancs sur le front à la quasi-totalité de celui-ci,. Si l'en-tête se prolonge avec une liste, il doit être plus large que la liste pour être signalé séparément. Il est décrit par son étendue, sa forme, sa localisation précise, sa direction et sa régularité.
| Terminologie             | Description                                                                         |
| Étendue                  | Étendue                                                                             |
| ------------------------ | ----------------------------------------------------------------------------------- |
| quelques poils en tête   | quelques poils blancs disséminés sur le front                                       |
| faiblement en tête       | petite tache, sur moins du tiers de large du front                                  |
| en tête                  | tache sur le front                                                                  |
| fortement en tête        | tache sur plus de la moitié de large du front                                       |
| Forme                    |                                                                                     |
| pelote                   | tache ronde sur le front                                                            |
| étoile                   | tache dont la forme rappelle une étoile sur le front                                |
| losange                  | tache dont la forme rappelle un losange sur le front                                |
| croissant                | tache dont la forme rappelle un croissant sur le front                              |
| en tête irrégulier       | tache de forme irrégulière sur le front, ne ressemblant pas à une forme géométrique |
| Emplacement              |                                                                                     |
| en tête à droite/gauche  | tache sur la moitié droite/gauche du front                                          |
| Particularités           |                                                                                     |
| mélangée                 | poils blancs disséminés                                                             |
| bordée                   | la jonction avec le poil coloré n'est pas franche                                   |
| taché du fond de la robe | tache de couleur dans l'en tête                                                     |

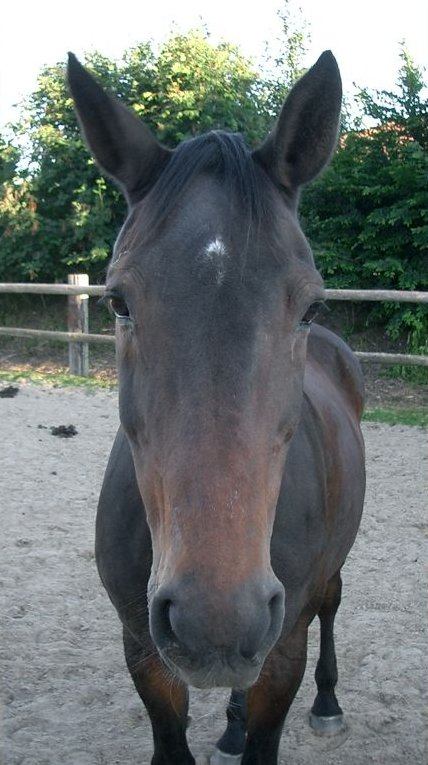
Quelques poils en-tête.
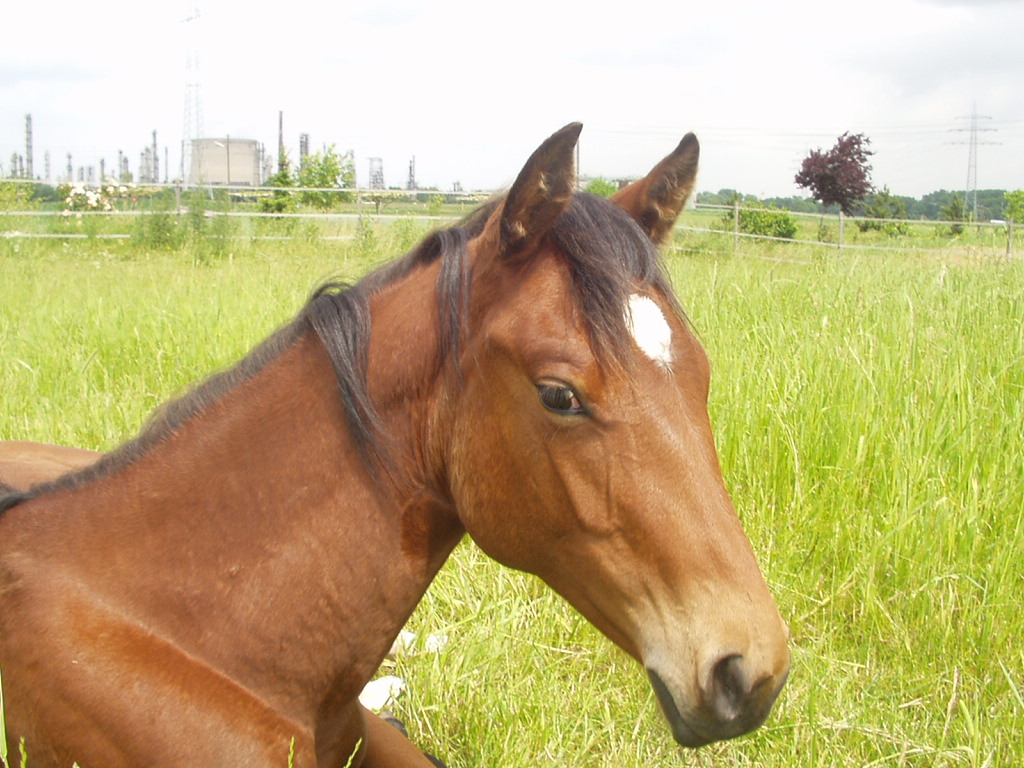
Pelote.
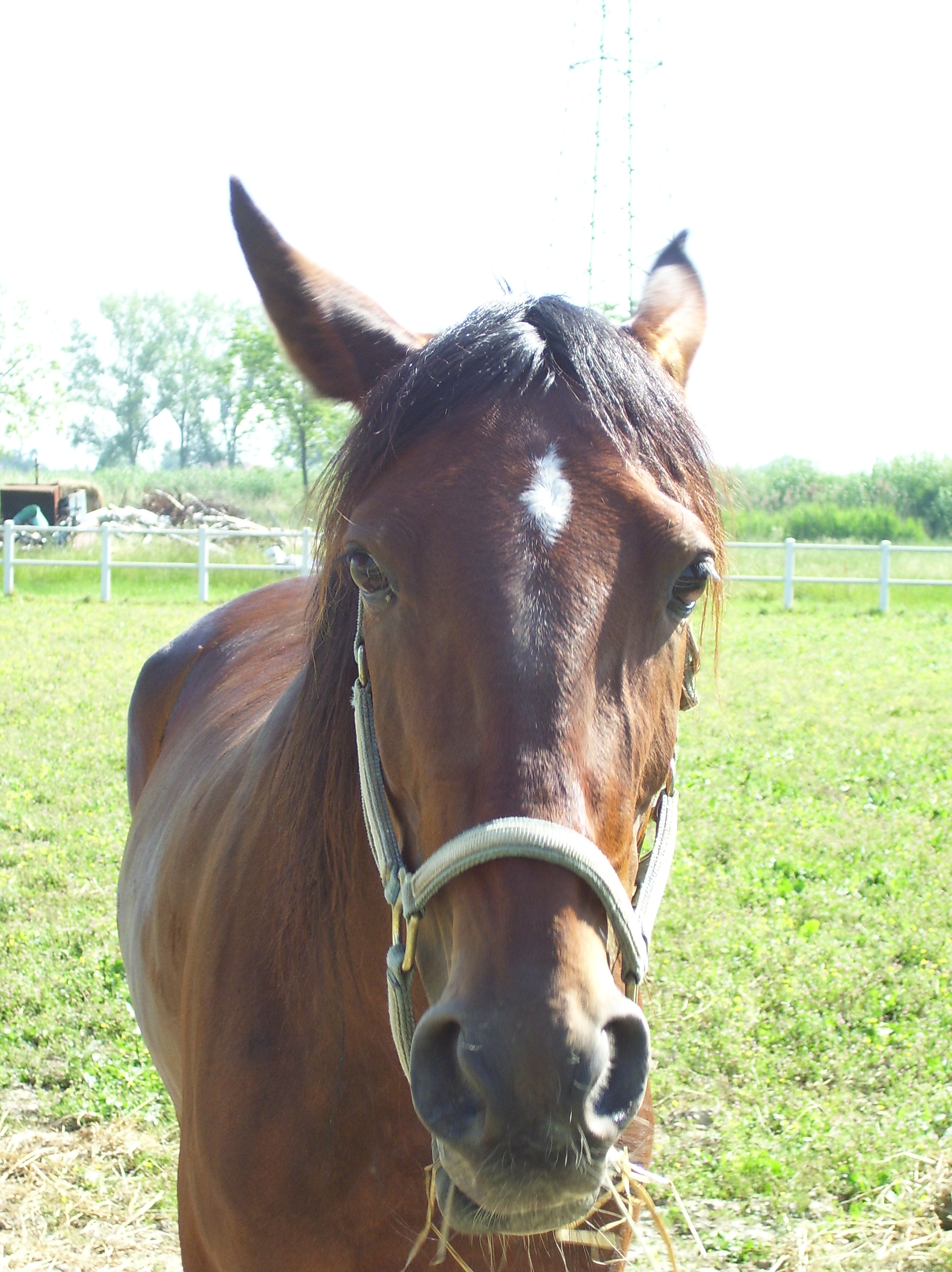
Losange en-tête.
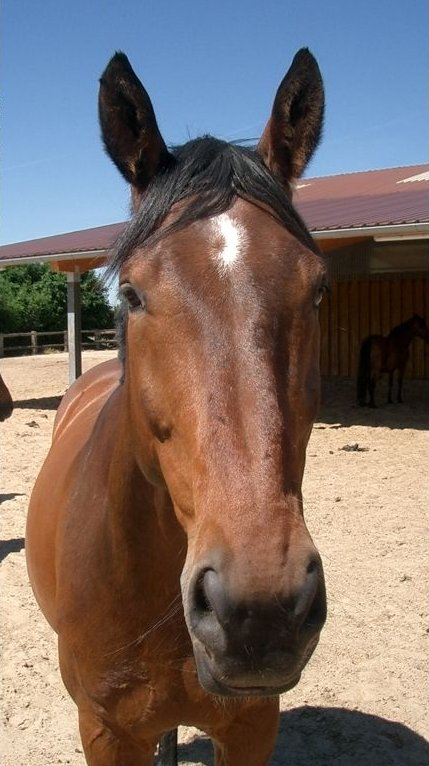
En tête en croissant à droite.
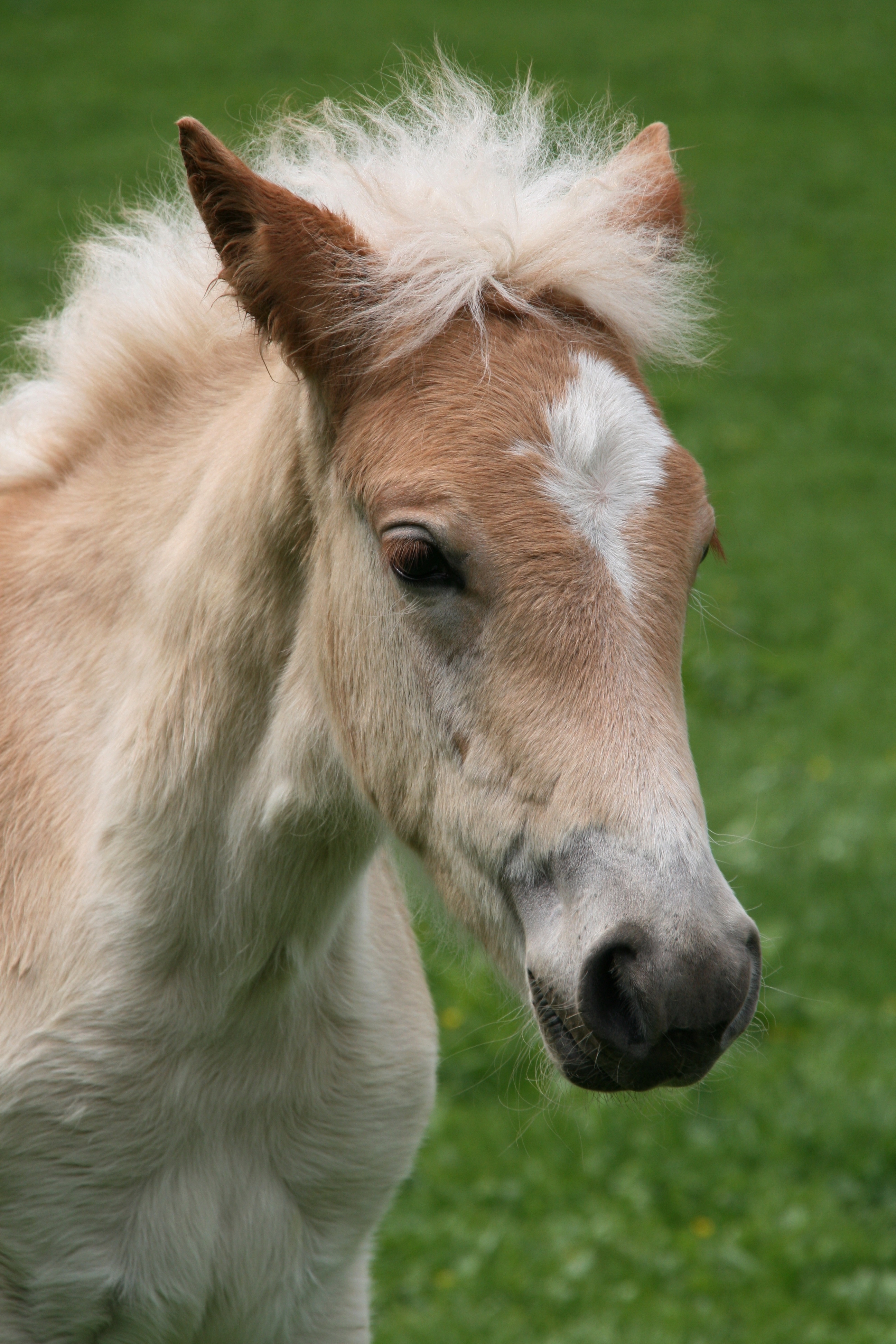
Fortement en tête.
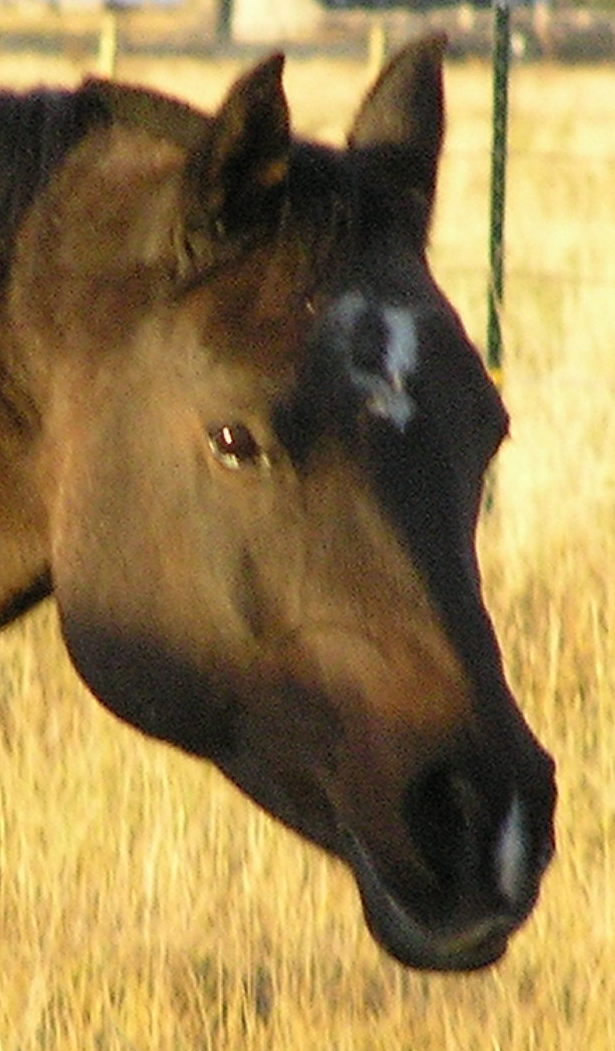
Fortement en tête taché du fond de la robe et grisonné sur le nez.

#### Marques blanches sur le chanfrein: listes
La liste est une marque verticale généralement située au milieu de la tête, qui descend sous la ligne des yeux. Elle peut aussi revêtir différentes formes, largeurs, longueurs, directions et terminaisons (en pointe, ladre). On nomme « belle face », une très large liste qui atteint ou dépasse le niveau des yeux. Parfois, mais pas toujours, les chevaux à belle face peuvent avoir les yeux bleus.
| Terminologie                    | Description                                                   |
| Etendue                         | Etendue                                                       |
| ------------------------------- | ------------------------------------------------------------- |
| quelques poils sur le chanfrein | quelques poils blancs disséminés sur le chanfrein             |
| fine liste                      | couvre moins du tier de large du chanfrein                    |
| liste                           | tache sur le chanfrein                                        |
| large liste                     | couvre plus de la moitié de large du chanfrein                |
| demi-belle face                 | déborde sur la moitié droite ou gauche du chanfrein           |
| belle face                      | déborde de part et d'autre du chanfrein                       |
| Particularités                  |                                                               |
| continue ou discontinue         | ligne blanche sur le chanfrein d'un seul trait ou interrompue |
| déviée                          | liste partant vers la gauche ou la droite                     |
| herminée                        | contient des petites taches noires                            |
| mélangée                        | poils blancs disséminés sur le chanfrein                      |
| bordée                          | la jonction avec le poil coloré n'est pas franche             |

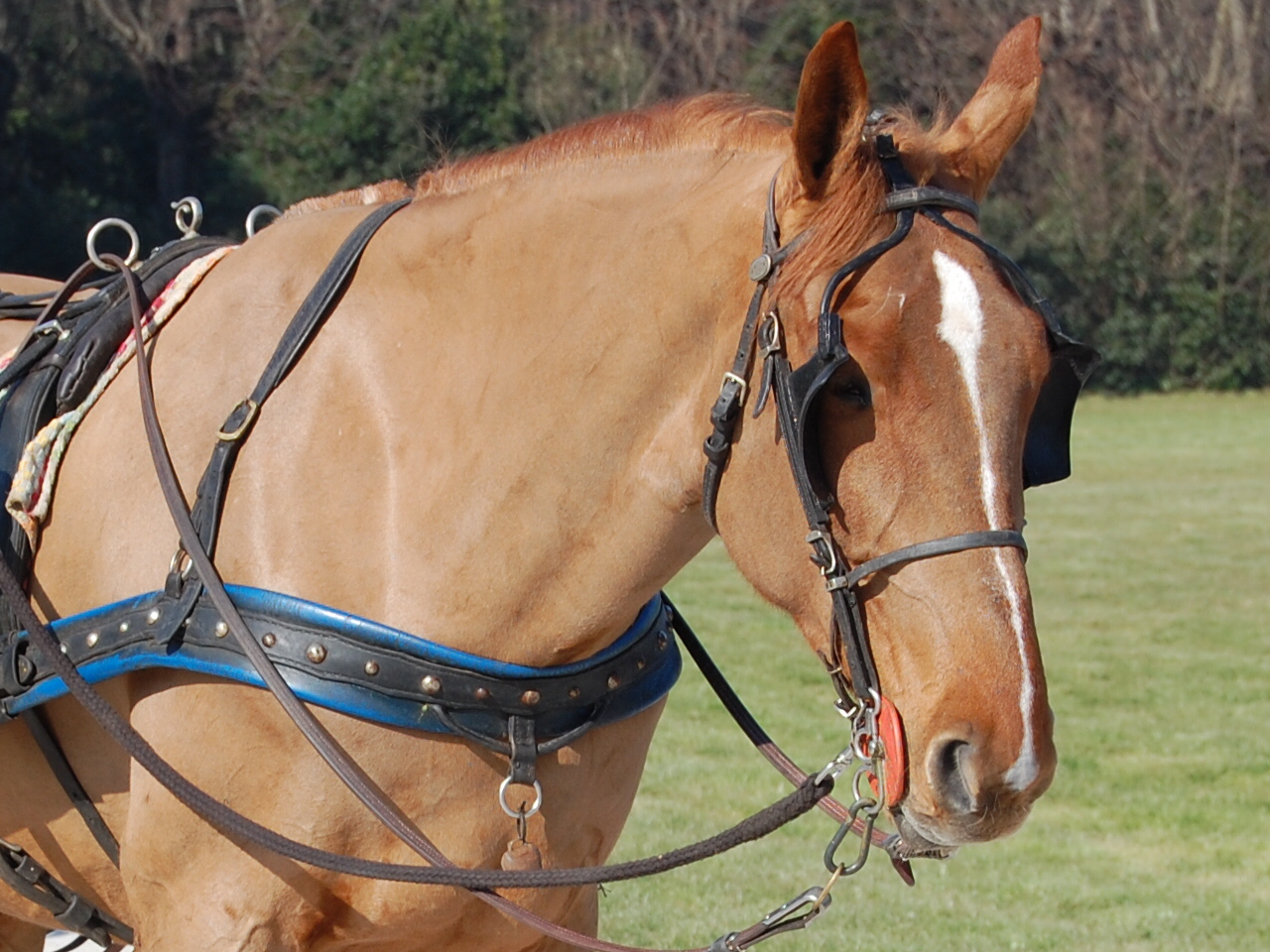
Fine liste.
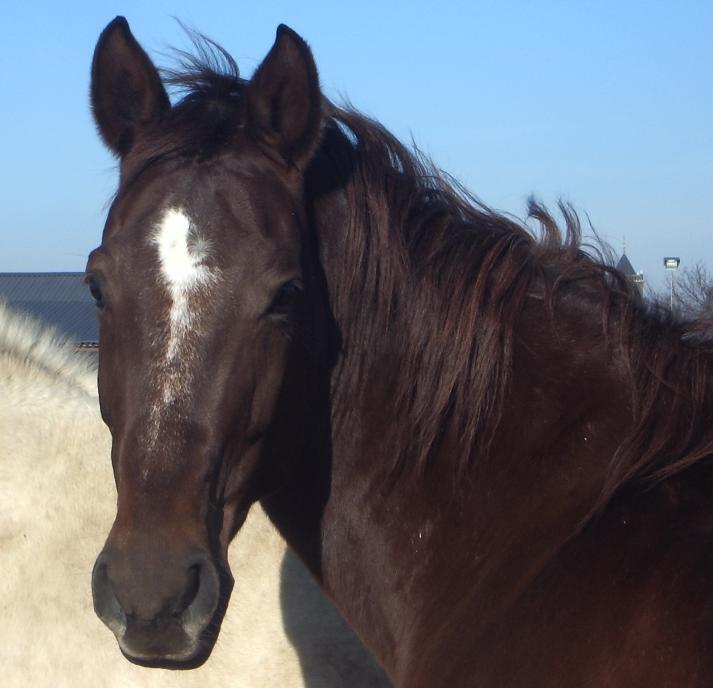
En tête irrégulier prolongée par fine liste mélangée.
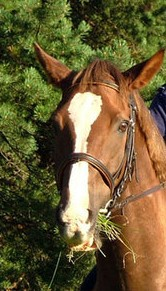
Fortement en tête prolongé par large liste.
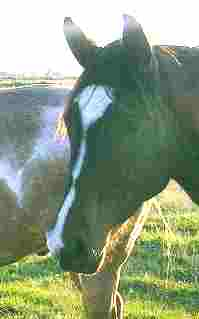
Fortement en tête prolongé par liste interrompue et déviée dans le naseau droit.
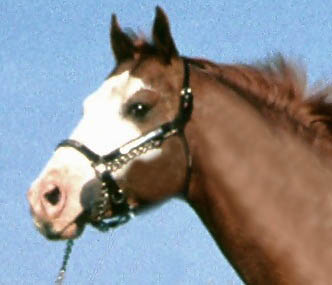
Belle face.

#### Marques blanches sur le nez et les lèvres

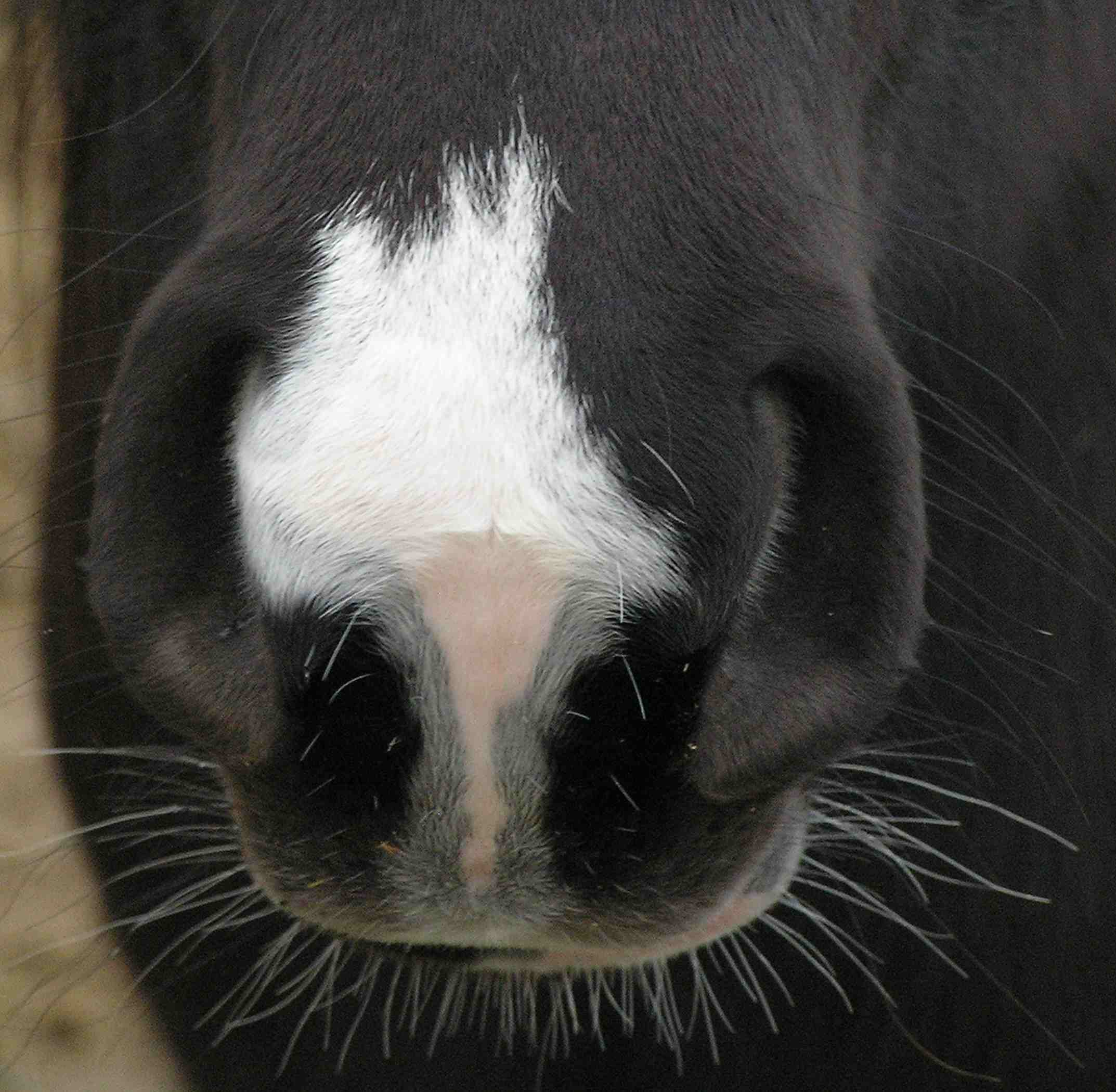
Grisonné bordé et ladre.

| Terminologie        | Description                                        |
| ------------------- | -------------------------------------------------- |
| grisonné            | tache sur le nez, avec une peau noire              |
| ladre               | tache sur le nez, avec une peau rose               |
| boit dans son blanc | blanc qui s'étend aussi sur la bouche et le menton |

##### Ladre
Le ladre est une dépigmentation rose de la peau, bien visible, principalement localisés autour des naseaux et de la bouche de l'équidé, mais aussi sur les paupières, les parties génitales. Ce nom a été choisi en référence avec l'apparence de la peau du cheval proche de celle des lépreux, mais n'a aucun rapport avec une quelconque maladie. Le grisonné désigne les poils blancs au niveau des naseaux, des lèvres et du menton. Il peut être bordé (entouré de poils blancs mais sous lesquels la peau est foncée) ou marbré (avec des taches plus foncées). On parle de champagne quand la peau du ladre, rose, est piquetée de petits points de peau noire.

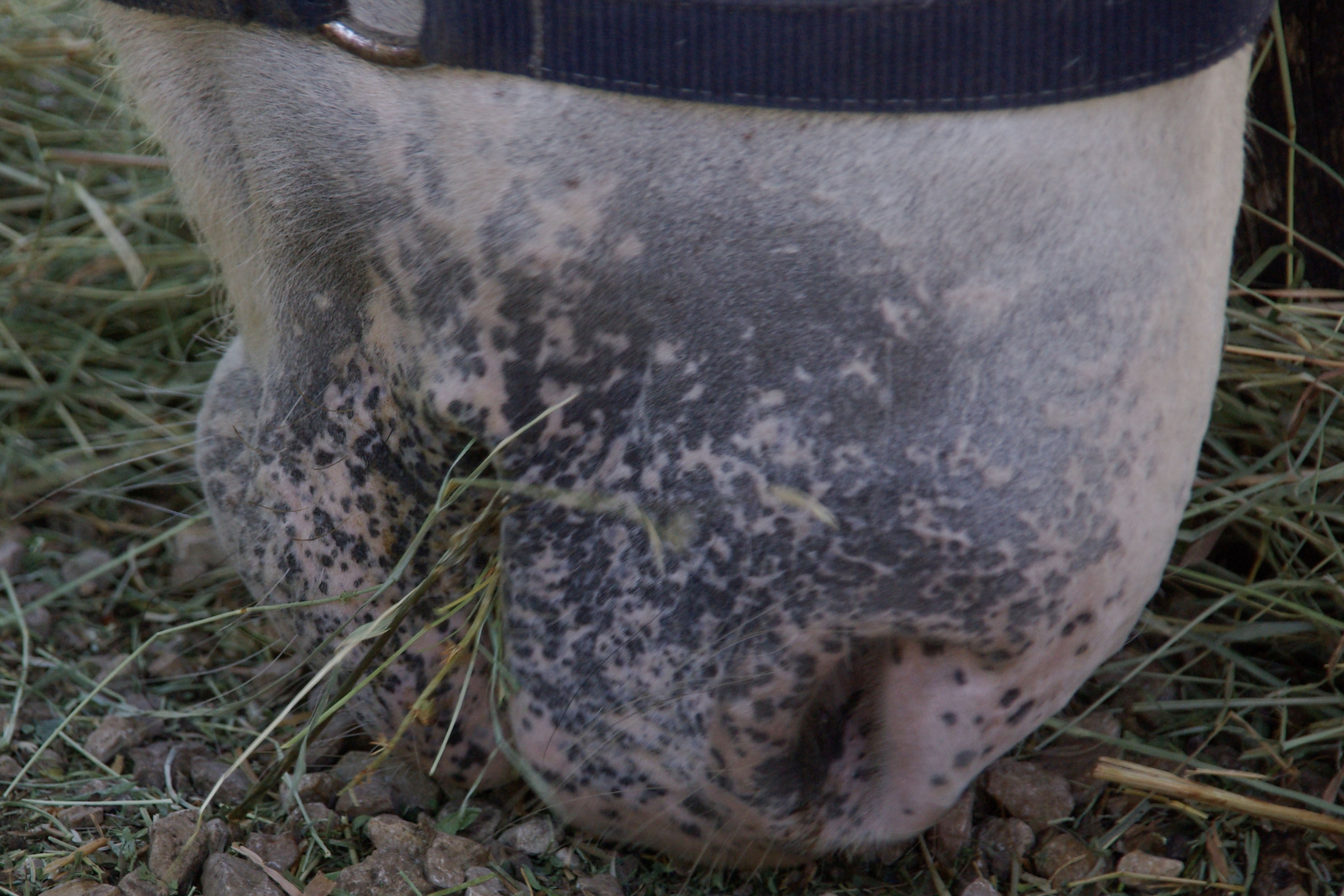
Nez champagne.

#### Autres marques en tête

##### Nez de renard
Le nez de renard ou marque de feu désigne les marques acajou autour des naseaux ou des lèvres. Ce terme désigne les marques en tête des chevaux noirs pangarés, avant la nouvelle nomenclature des robes équines éditée en 1999 par les haras nationaux français.

##### Cap de Maure
Le cap de maure désigne un cheval ayant une tête plus sombre que la couleur de son corps. Il est fréquent chez les chevaux rouan, isabelle, gris. Le gène de dilution dun décolore plus la robe de base que les extrémités, le cheval peut alors présenter un cap de maure.

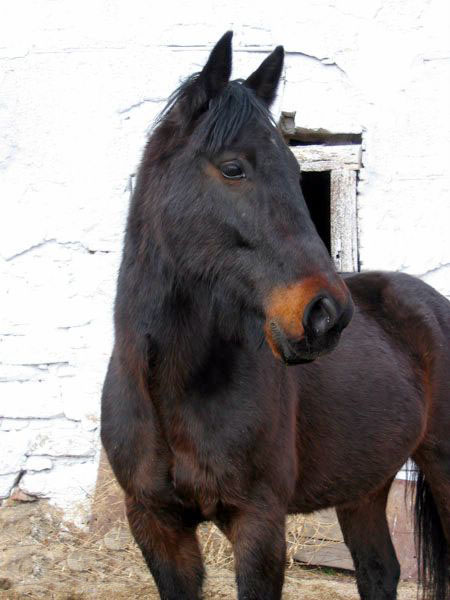
Nez de renard, typique de la robe noire pangarée.
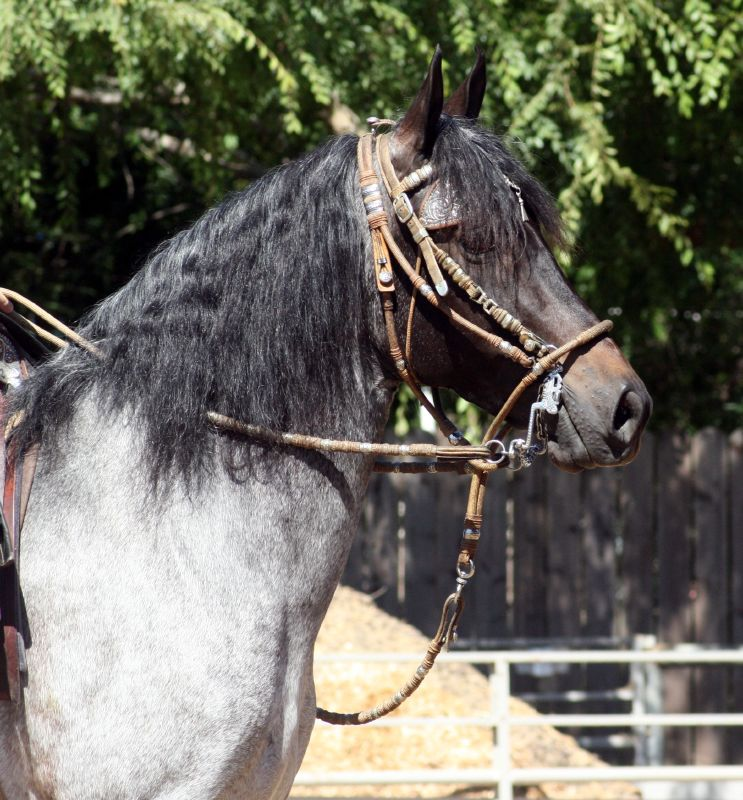
Cap de Maure, sur un cheval rouan (granité).

### Marques des membres

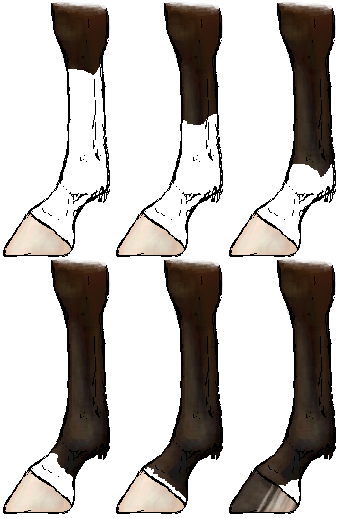
Différents cas de balzanes :
Balzane chaussée
Grande balzane
balzane
petite balzane
principe de balzane
trace de balzane.

Les membres peuvent eux aussi présenter différentes marques blanches. Suivant leur taille et leur forme, elles portent un nom différent. Les plus fréquentes sont nommées « balzanes ». Si elles se prolongent vers le sabot, la corne de celui-ci est fréquemment blonde au lieu d'être brune.
On parle de trace quand la marque ne fait pas le tour du membre, de principe quand la marque fait le tour mais ne monte pas plus haut que le paturon, et de bracelet quand la marque fait le tour du membre mais ne descend pas jusqu'au bas du pied. Toutes les autres marques sont appelées balzanes et distinguées selon la hauteur à laquelle elles montent : boulet, canon, genou ou jarret, etc. La présence de petites taches noires dans une marque blanche du membre est appelée « herminure », celle de taches fauves ou grises « truiture ». La corne du sabot qui prolonge ces taches est généralement foncée. Les chevaux alezans ont parfois le bas des membres plus clair, mais pas blanc, il ne s'agit alors pas d'une balzane. Les balzanes dépassant la hauteur du genou ou du jarret n'en sont pas, mais appartiennent à la robe pie. Les balzanes sont caractérisées par leur nombre et le membre sur lequel la balzane figure, leur hauteur, et leur particularité.
Chez certains chevaux, les poils des extrémités des membres sont parfois plus clairs que la robe. Il ne s’agit pas de marques blanches à proprement parler, on parle de « robe éclaircie à l’extrémité ».
Les balzanes sont présentes même sur des chevaux de robe claire, comme les Cremellos ou Perlinos.
| Terminologie                | Description                                                                         |
| Différents types de balzane | Différents types de balzane                                                         |
| --------------------------- | ----------------------------------------------------------------------------------- |
| trace de balzane            | tache qui ne fait pas le tour de la jambe                                           |
| principe de balzane         | ne dépasse pas la couronne                                                          |
| petite balzane              | au niveau du paturon                                                                |
| balzane                     | au niveau du boulet                                                                 |
| grande balzane              | monte jusqu’à mi-canon                                                              |
| balzane chaussée            | monte jusqu'au-dessous du genou (membre antérieur) ou du jarret (membre postérieur) |
| balzane haut chaussée       | englobe le genou ou le jarret                                                       |
| bracelet                    | ne descend pas sur la couronne                                                      |
| Particularités              |                                                                                     |
| herminure                   | petite tache noire dans la balzane                                                  |
| truiture                    | petite tache fauve ou grise dans la balzane                                         |
| mélangée                    | poils blancs disséminés                                                             |
| bordée                      | la jonction avec le poil coloré n'est pas franche                                   |
| irrégulière                 | ne suit pas une ligne horizontale                                                   |

|                   |                      |                 |          |                         |
| Trace de balzane. | Principe de balzane. | Petite balzane. | Balzane. | Balzane avec herminure. |

|                 |                   |                        |
| Grande balzane. | Balzane chaussée. | Balzane haut chaussée. |

#### Dicton
« Balzane une, cheval de fortune

Balzane deux, cheval de gueux

Balzane trois, cheval de roi

Balzane quatre, cheval à abattre. »
Ce dicton vient d'une croyance selon laquelle les sabots de corne blanche, prolongeant fréquemment des balzanes, sont plus fragiles que ceux de corne noire.
Cependant, cette croyance est erronée : il n'existe pas de différence de qualité entre les deux couleurs de corne,,.

### Marques du corps
Les marques blanches du corps sont beaucoup plus rares que celles de la tête et des membres. On parle de rubican lorsqu'un cheval présente quelques poils blancs répartis sur une robe foncée depuis la naissance, et de marques accidentelles si le poil est repoussé blanc à la suite de blessures.

#### Marques blanches
- Neigé ou flocons : Des bouquets de poils blancs sur une robe sombre.
- Rayé : le cheval présente des zébrures blanches sur le corps.
- Rubican : Quelques poils blancs répartis sur une robe foncée depuis la naissance.

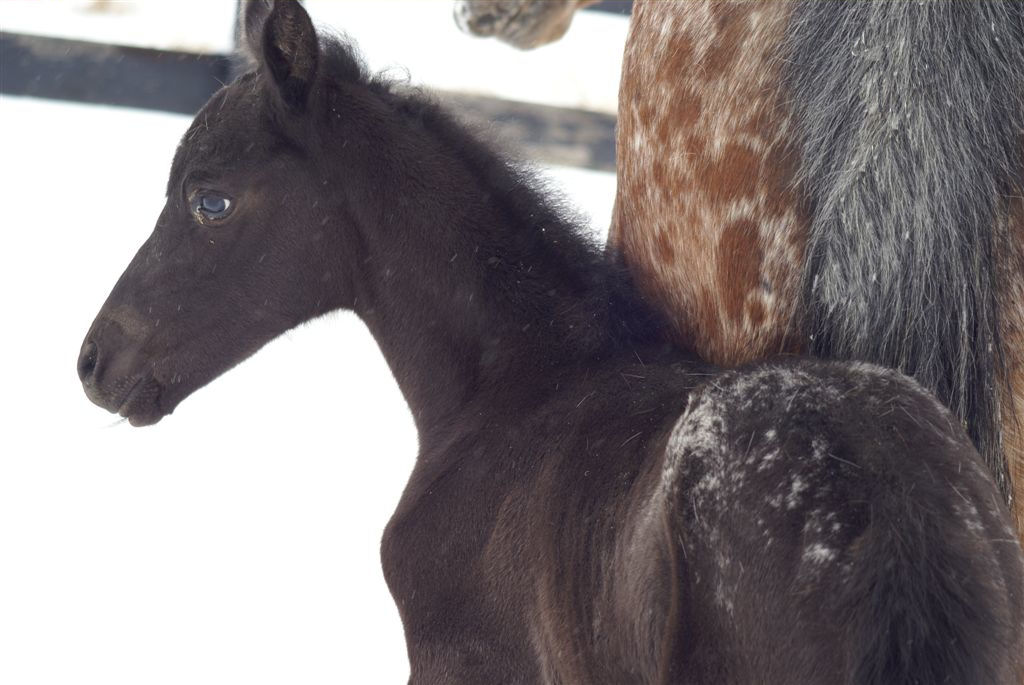
Neigé.

#### Marques non-blanches
- Bande scapulaire : ligne de poils sombres transversale au niveau des épaules, aussi appelée bande cruciale.
- Bordé : un mélange de deux couleurs de poils à la frontière entre deux couleurs (fréquent chez les chevaux pie).
- Bringé : le cheval présente des zébrures noires sur le corps.
- Charbonné: un cheval présentant des pommelures de poils noirs, cercles généralement de la taille de la paume d'une main, est dit charbonné[13].
- Charbonnures[14] : zones de poils bruns.
- Croix de Saint André : bande scapulaire et raie de mulet. Cette particularité est fréquente chez les ânes[15].
- Herminé : des taches noires plus grandes et plus marquées que les pommelures.
- Liste inversée : le chanfrein est de la couleur de la robe, tandis que le reste de la tête est blanc.
- Marque de feu : un reflet fauve sur une robe sombre.
- Medecine hat : la robe est blanche, hormis une couleur foncée sur les oreilles. Ces chevaux étaient connus par les amérindiens sous le nom de "medecine hat"[16].
- Miroité : des zones de poils plus brillants.
- Moucheté[14] : des bouquets de poils noirs sur une robe claire.
- Pangaré : poils plus clairs sur certaines parties du corps : grasset, des coudes, de l’intérieur des cuisses, aux ars, au bout du nez.
- Pommelure : cercles plus foncés que la robe du cheval, généralement de la taille de la paume d'une main.
- Raie de mulet : fine ligne de poils sombres située le long de la colonne vertébrale, du garrot à la croupe. Les raies de mulets sont fréquentes sur les chevaux de robe isabelle ou souris.
- Truité[14] : des bouquets de poils marron-rouge sur une robe claire.
- Zain : chevaux noirs ne présentant aucun poil blanc[17].
- Zébrures : traits fins de poils noirs sur les jambes.

Certaines de ces marques sont propres aux races dites primitives, et principalement dues au gène dun : il s'agit des cap de maure, des croix de Saint André, des raies de mulet, et des zébrures.

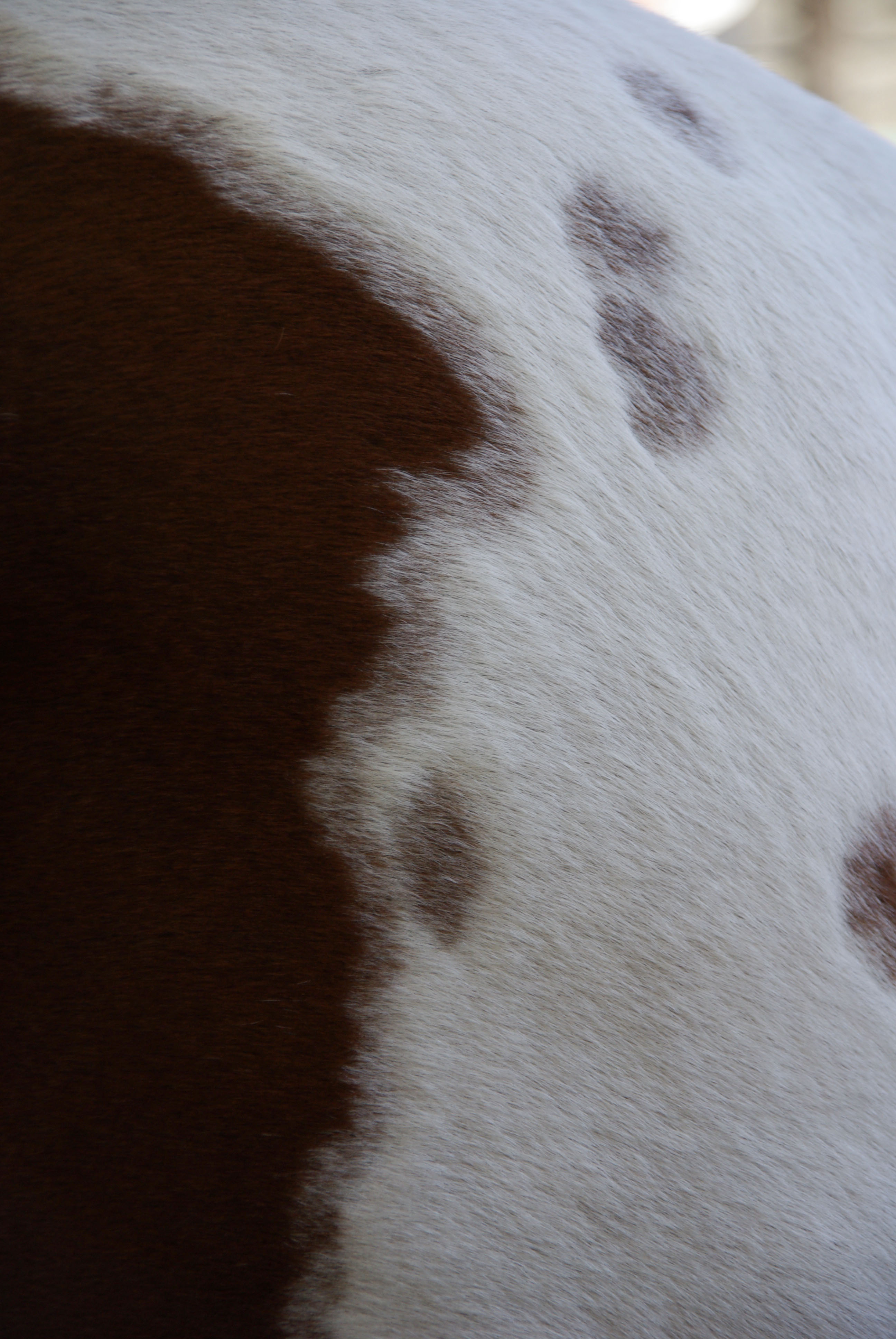
Cheval pie présentant des tâches bordées.
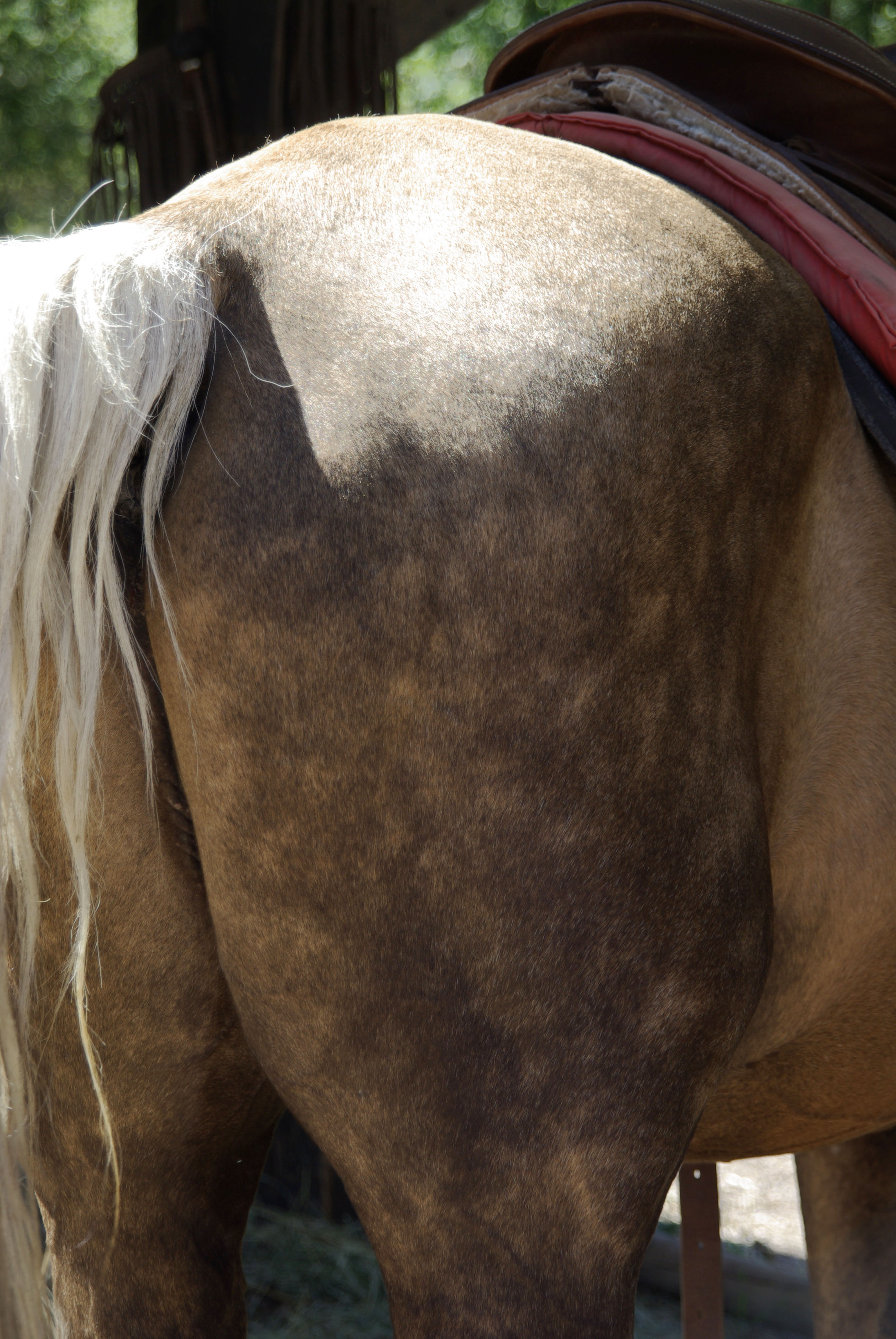
Robe charbonnée.
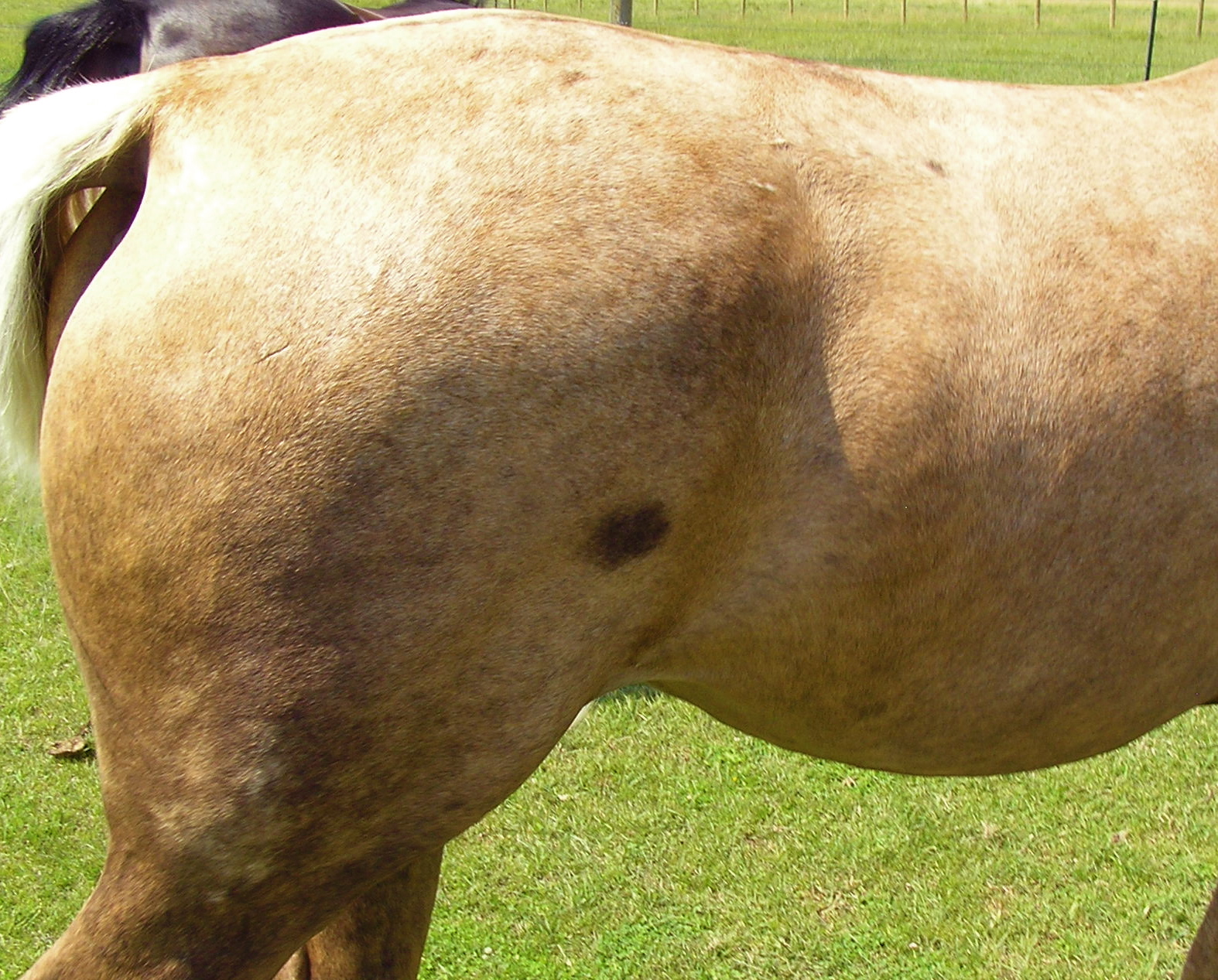
Charbonnure.
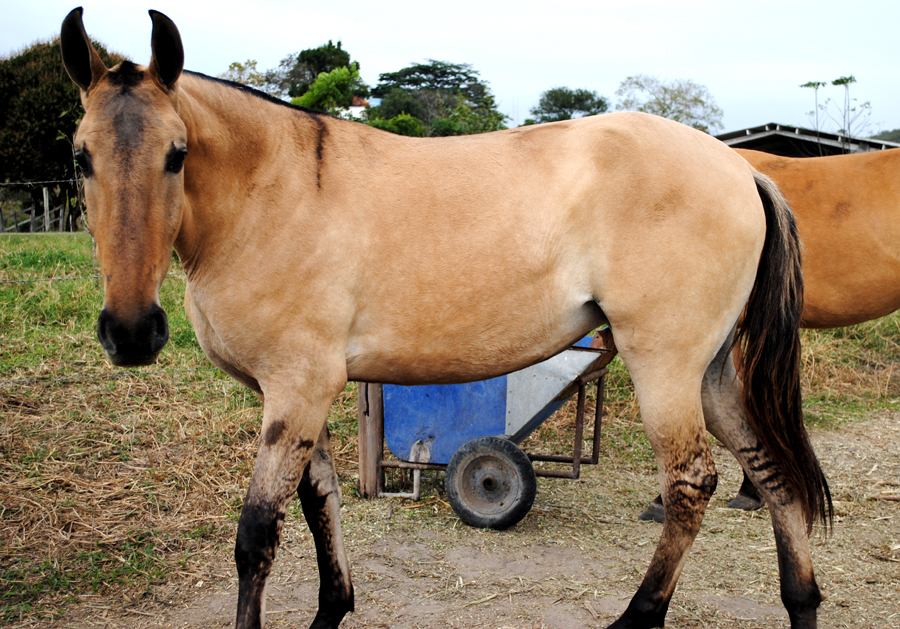
Jument Campolina présentant des marques primitives : une croix de Saint André et des zébrures.
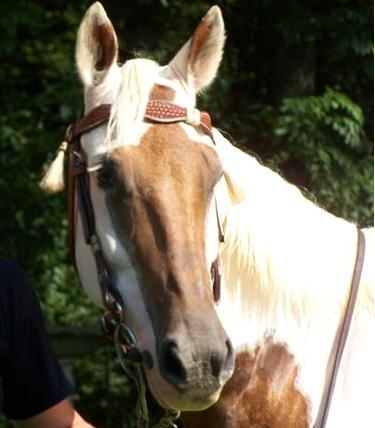
Liste inversée.
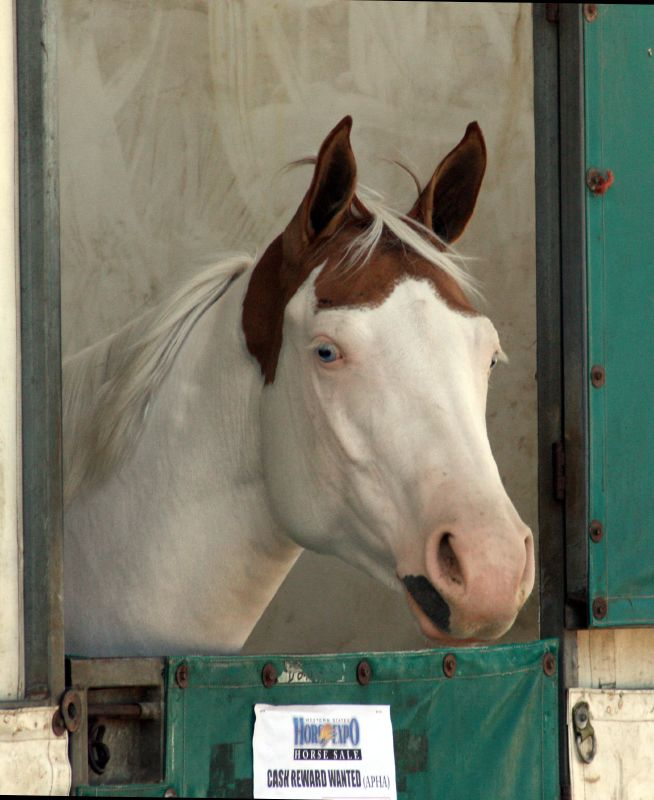
Medecine hat.
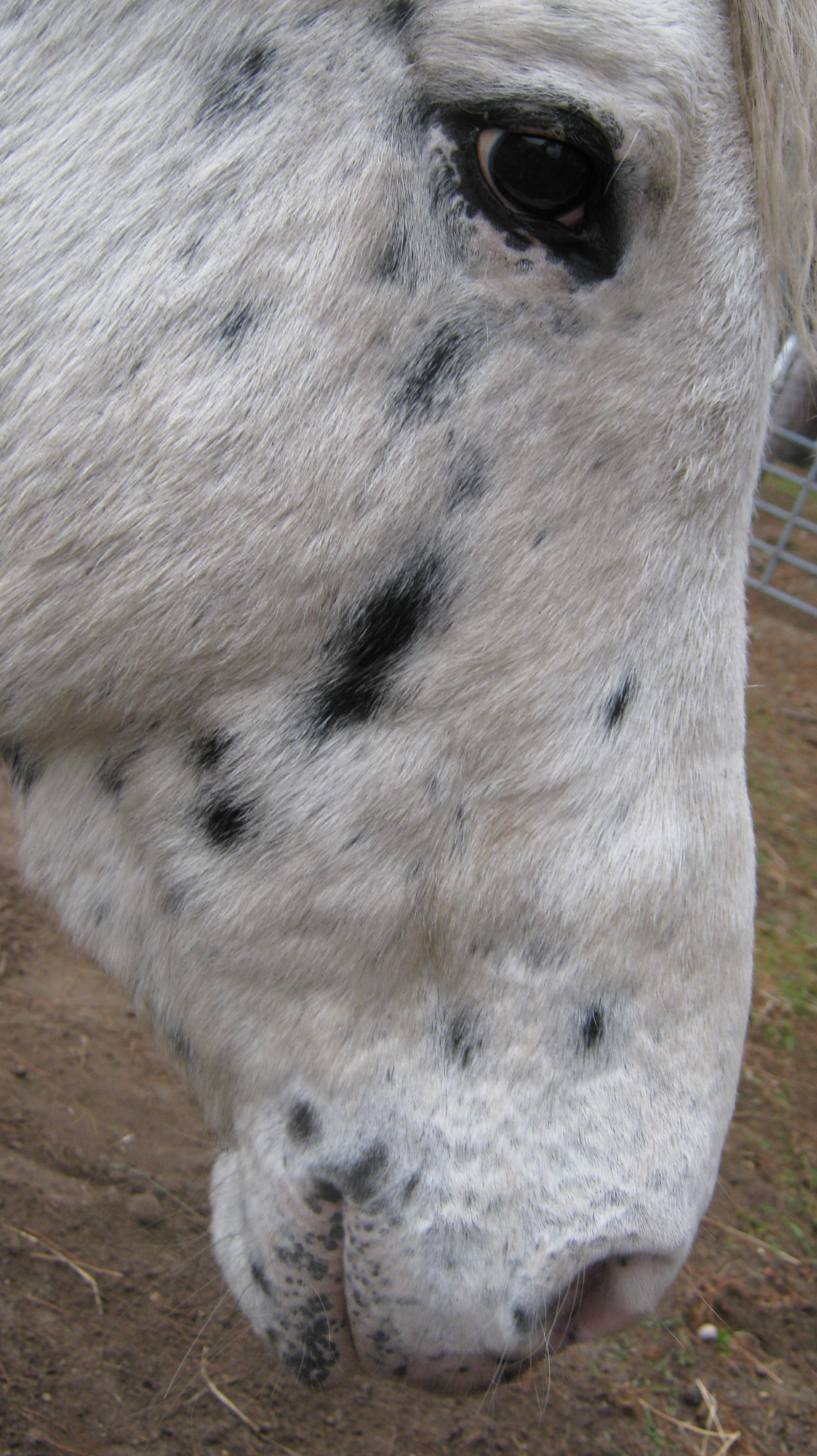
Moucheté .
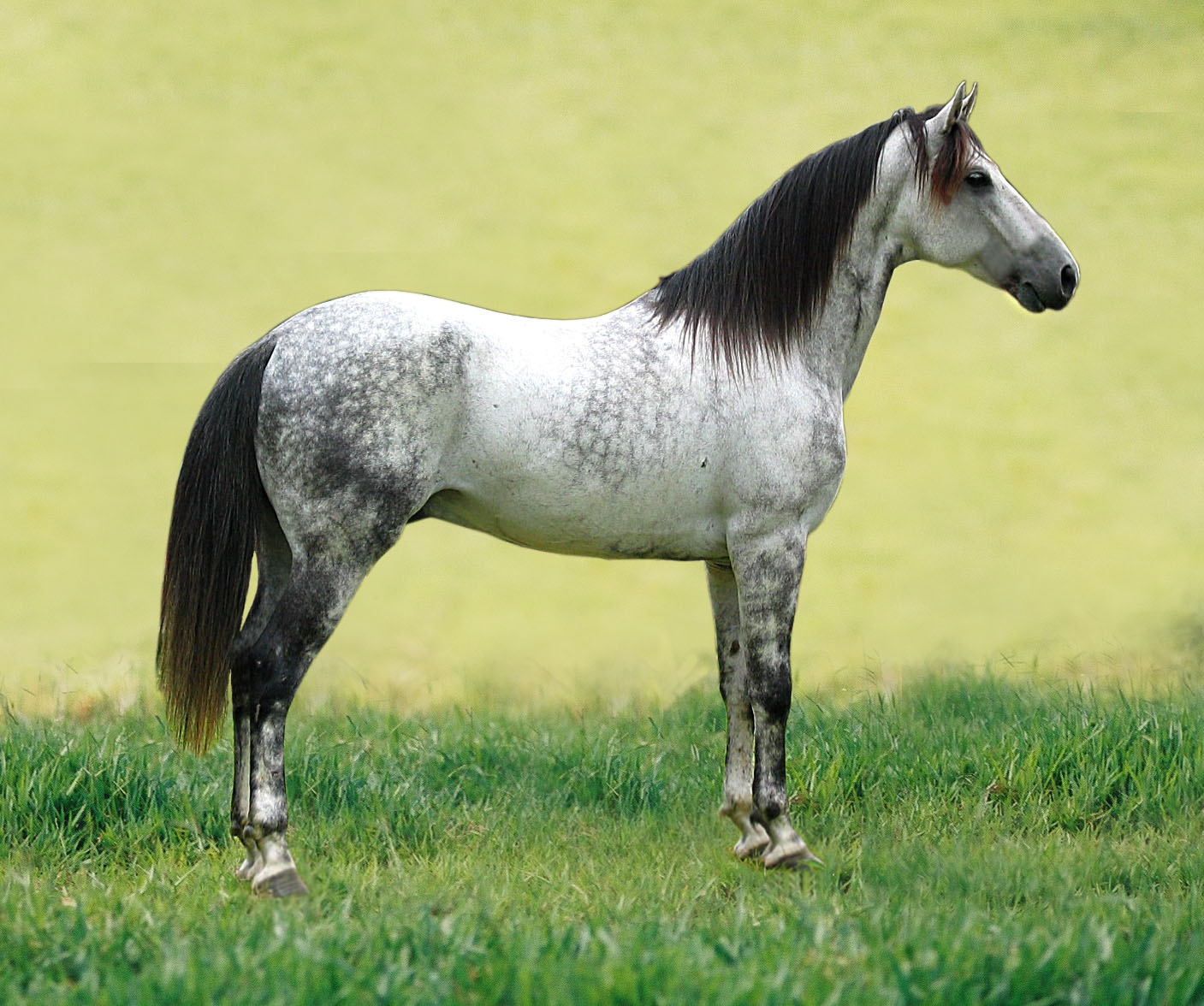
Cheval Mangalarga gris pommelé.
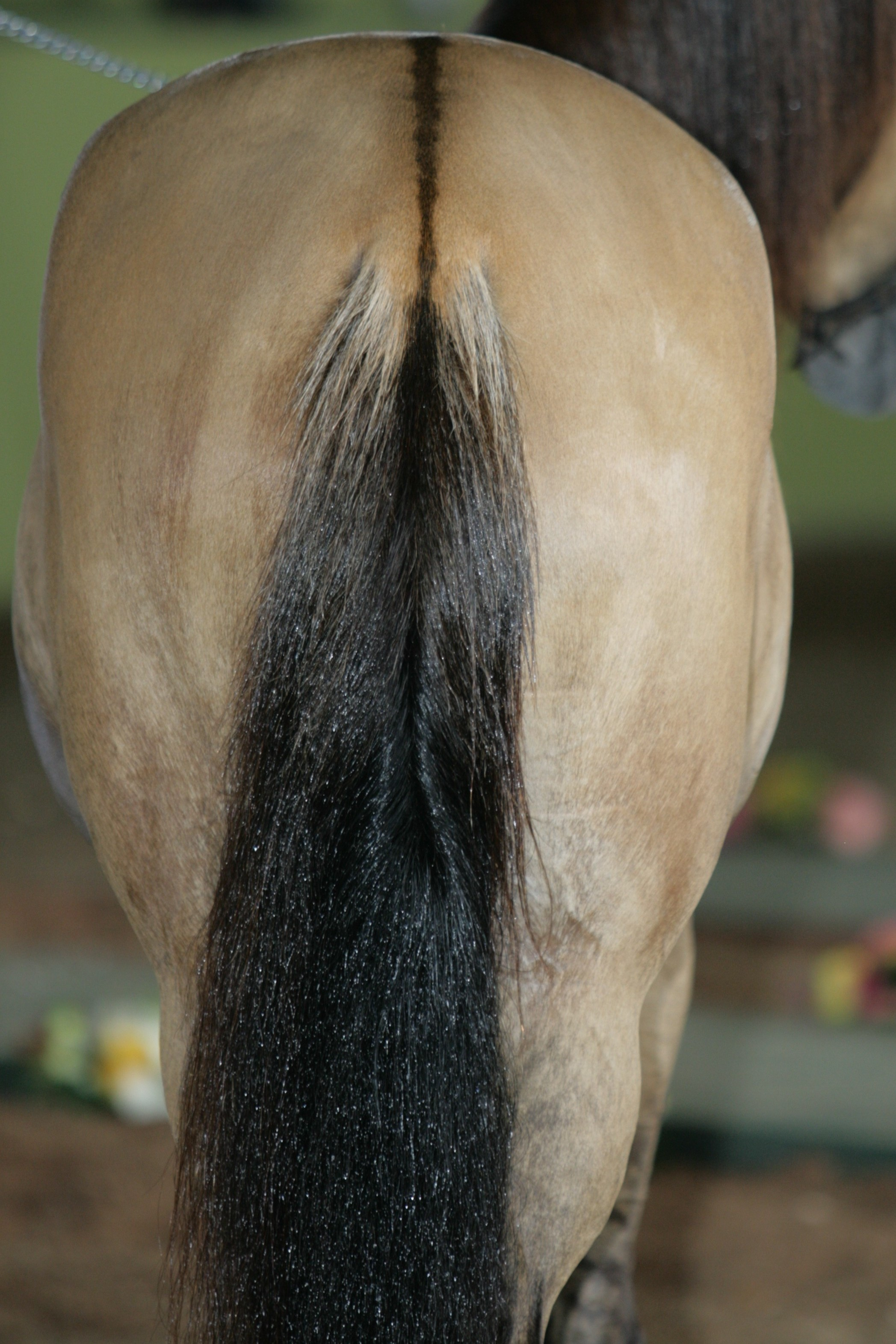
Raie de mulet.
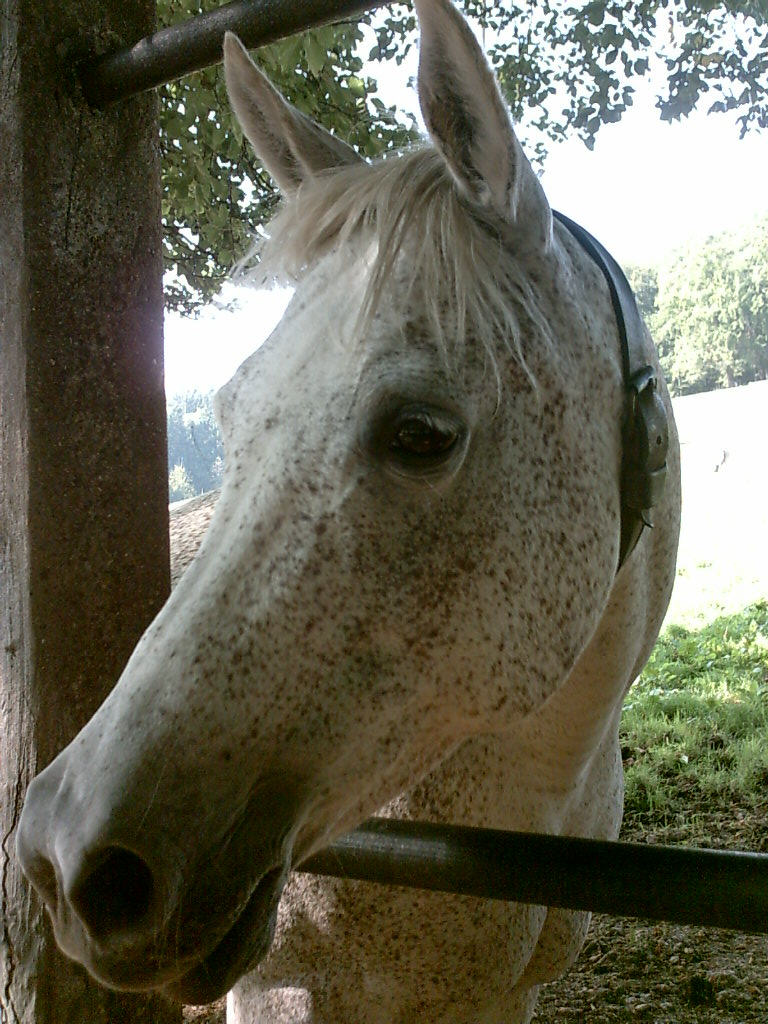
Cheval arabe gris truité.

## Santé

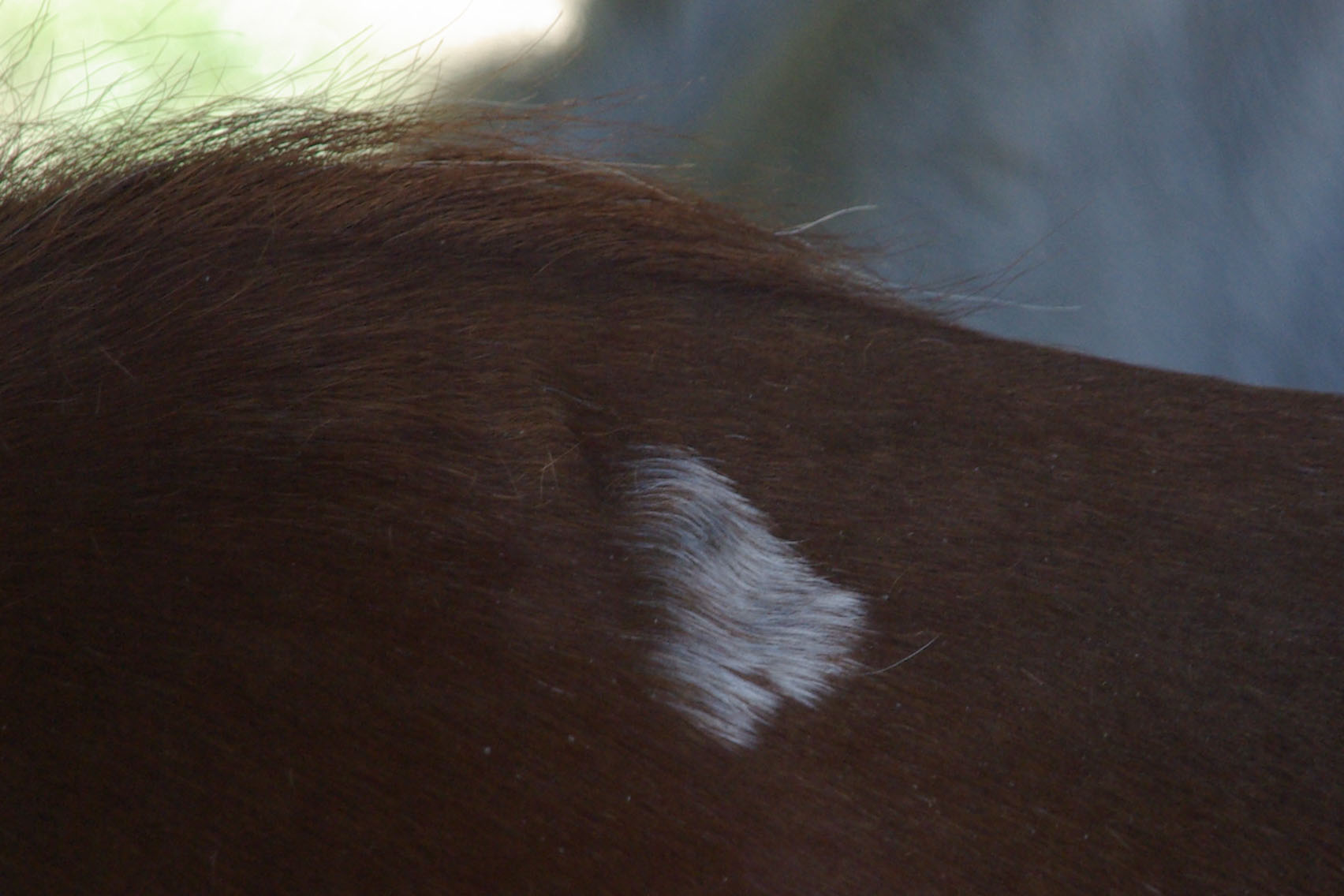
Les poils repoussent parfois blancs après une blessure, ici, à la suite d'une blessure au garrot

Les marques blanches peuvent être associées à des maladies génétiques. La surdité touche, en particulier, les animaux aux oreilles blanches.
Le poil peut repousser blanc à la suite de blessures, on parle alors de marques accidentelles.

## Marques apposées
Certains chevaux ont été intentionnellement marqués au fer rouge ou à l’azote. Les hommes les marquent généralement sur la cuisse ou sur l'encolure.
Les marques au fer rouge sont généralement utilisées pour identifier l'appartenance à une race, l'inscription à un stud-book, ou un élevage particulier. Le poil ne repousse plus. Certains pays, comme la Belgique et la Hollande ont interdit le marquage au fer rouge (respectivement en janvier 2002 et septembre 2001). Le marque au fer rouge est traditionnellement utilisé chez certaines races, comme chez le camarguais lors des ferrades, le selle français, le cheval de pure race espagnole.
Les marques à l'azote consistent le plus souvent en un numéro permettant d'identifier un cheval, pour prévenir les risques de vol de l'équidé. Le marquage s'effectue sous sédatif par un vétérinaire. Le poil repousse alors blanc.
L’identification des équidés par puce (par transpondeur) est obligatoire en France depuis le 1er janvier 2008, quelles que soient leur race, leur origine ou leur utilisation, sous peine d’une amende de catégorie 3. L’identification par puce permet l'identification précise du cheval.

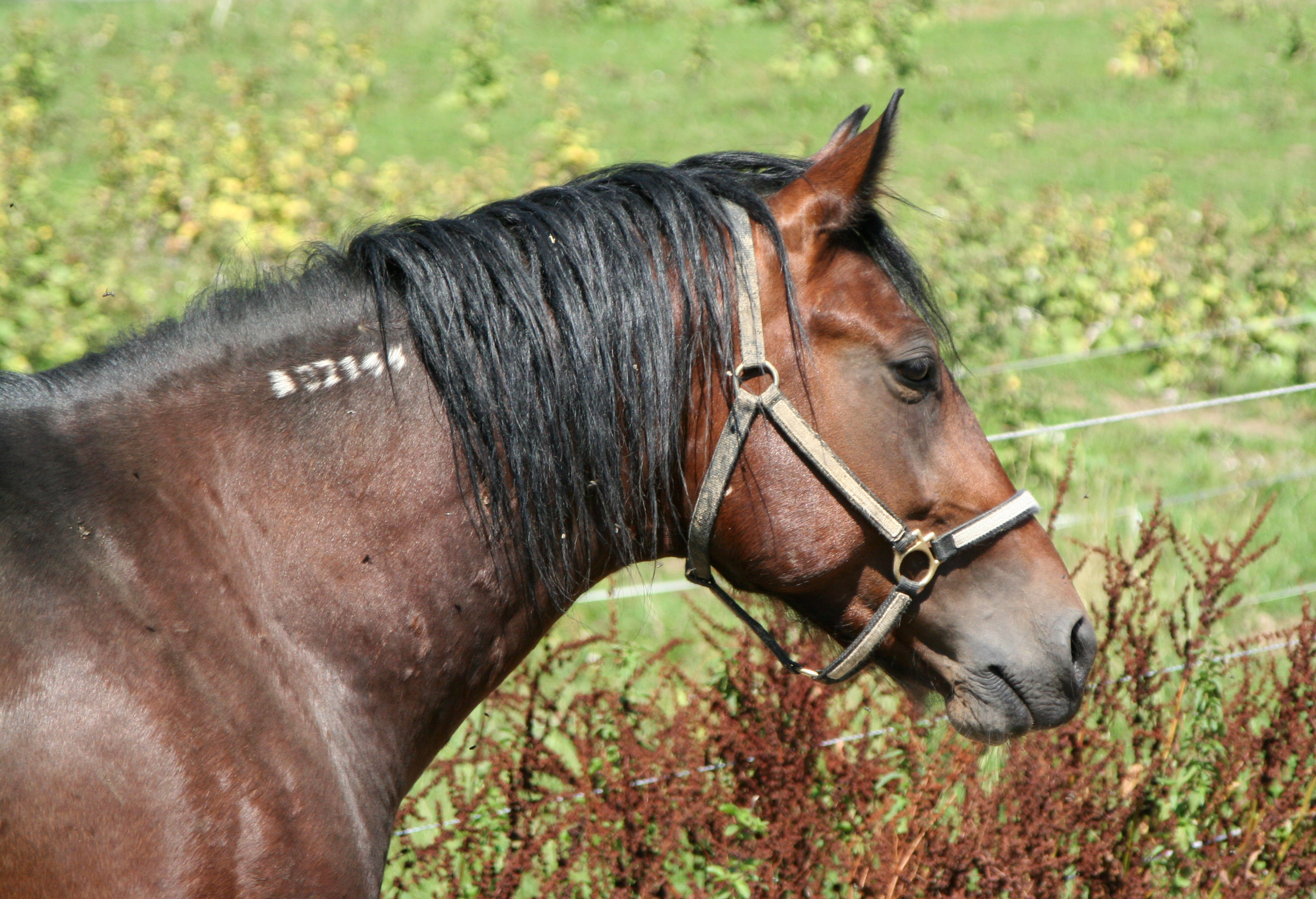
Marquage à l'azote.
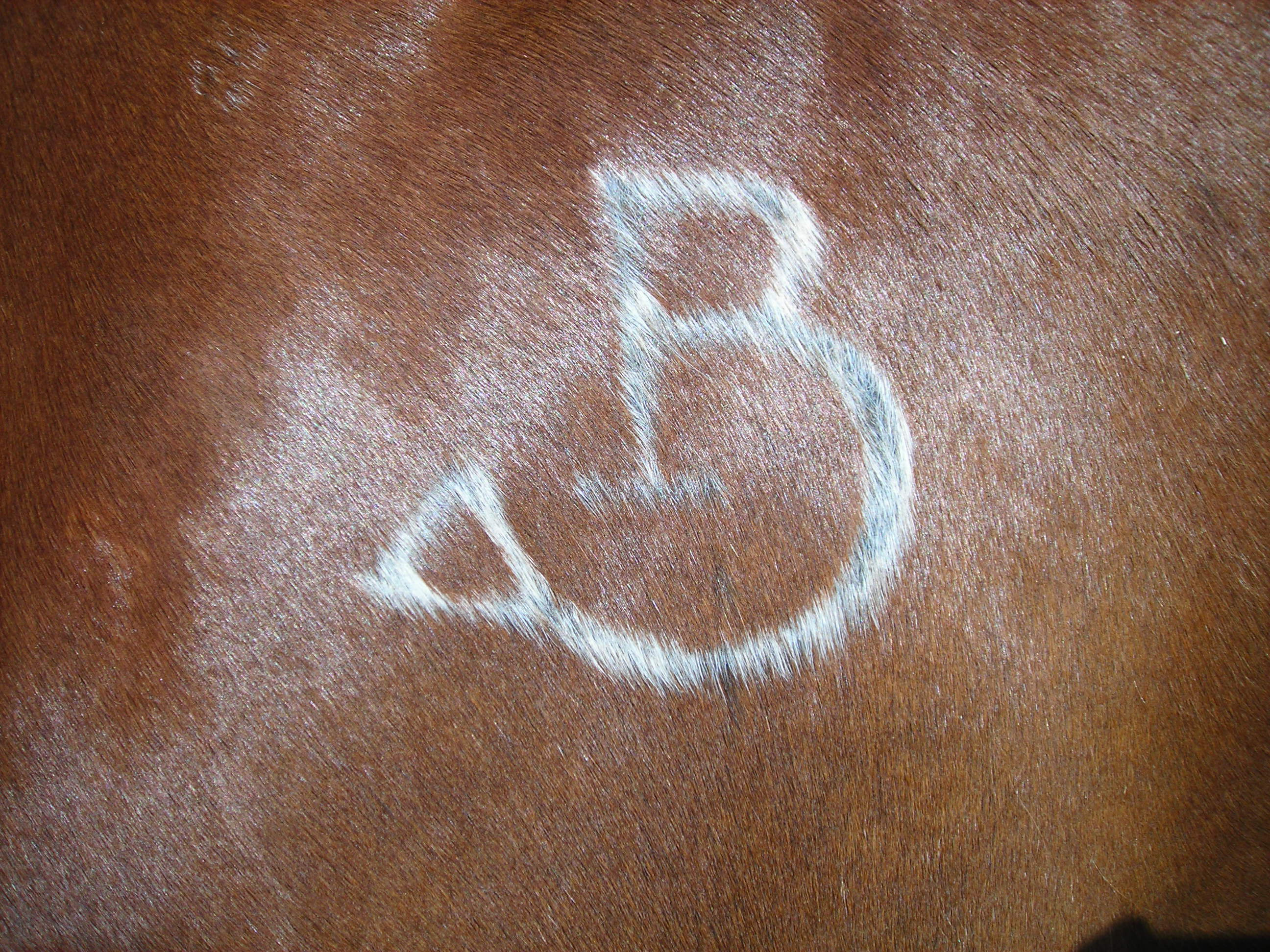
Marquage à l'azote.
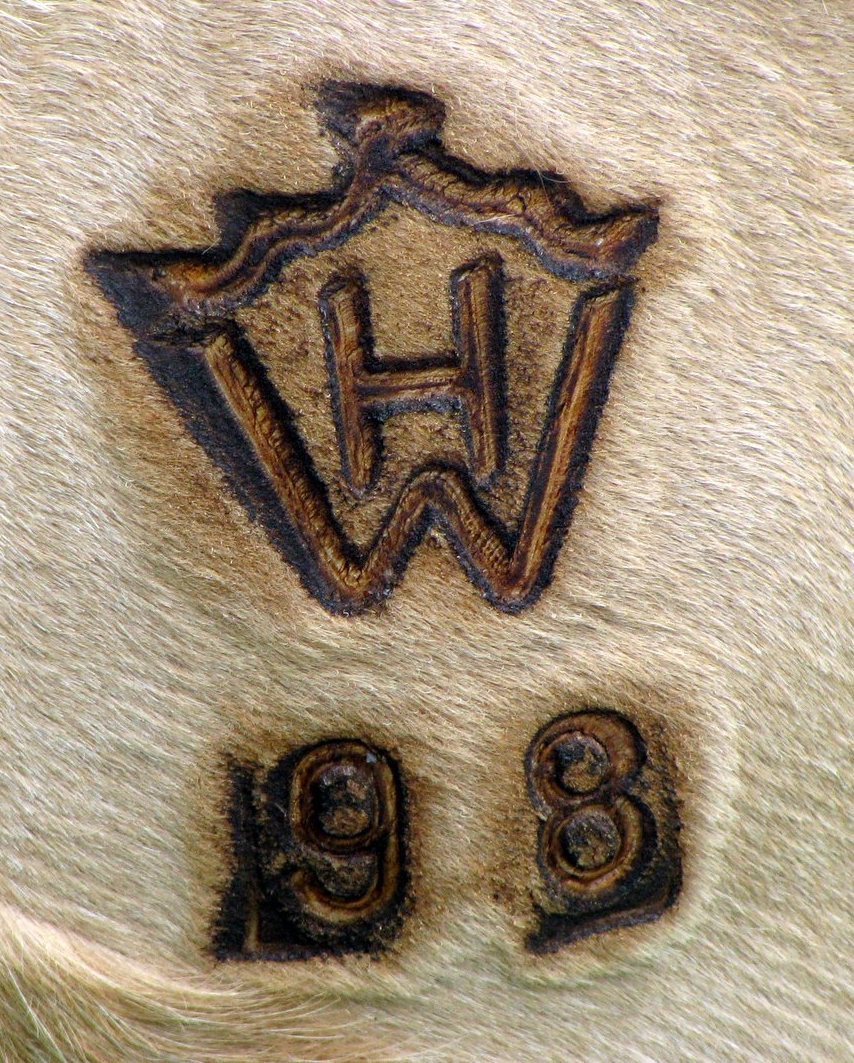
Marquage au fer d'un Haflinger.
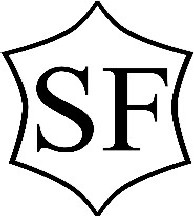
Marque au fer du selle français.